# 한일여자중학교
한일여자중학교(韓一女子中學校)는 대한민국 경상북도 김천시 교동에 있는 사립 중학교이다.

## 학교 연혁
- 1970년 3월 1일 : 유원 이수천 목사 본교 설립, 개교
- 2009년 8월 4일 : 교과교실제 C형 운영학교 지정
- 2010년 3월 1일 : 자율학교 지정(2010.3.1~2013.2.28, 교과교실제 C형)
- 2013년 3월 1일 : 교육복지 우선지원사업교 선정
- 2021년 3월 1일 : 인공지능(AI)교육 선도학교 선정 및 운영교 지정
- 2023년 1월 7일 : 제53회 졸업식 거행 (졸업생 14,205명)
- 2023년 4월 6일 : 한일여자중학교 스퀴시부 창단
- 2024년 3월 1일 : 제12대 김혜정 교장 취임

## 참고 자료
- 한일여자중학교 - 한국교육학술정보원 학교알리미